# Das Haus der Bories
Das Haus der Bories (Originaltitel:  La maison des Bories) ist ein französischer Spielfilm aus dem Jahr 1970 von Jacques Doniol-Valcroze. Das Drehbuch stammt von Anne Tromelin und beruht auf dem gleichnamigen Roman von Simone Ratel. In den Hauptrollen sind Marie Dubois, Maurice Garrel und Mathieu Carrière zu sehen. Zum ersten Mal ins Kino kam der Film am 28. August 1970 in Frankreich. In Deutschland hatte er seine Premiere erst am 22. März 1975 im Fernsehen der DDR.

## Handlung
In der Berglandschaft nahe Grenoble residiert auf einem alten feudalen Landsitz der Naturwissenschaftler Julien Durras mit seiner Familie. Der Hausherr liebt das Patriarchalische, die strenge Zucht. Die Familie, vor allem die schöne, viel jüngere Frau Isabelle, ist ihm untertan. In dieses Idyll dringt der junge Geologiestudent Carl-Stephan Kursdedt ein, der das neueste wissenschaftliche Werk des Familienoberhauptes ins Deutsche übersetzen soll. Zwar gibt sich der Gast am Anfang ein wenig steif, lockert aber sehr bald die Atmosphäre im Haus auf, wird der Freund der beiden Kinder Laurent und Lise – verfolgt allerdings auch mit großer Zärtlichkeit die junge Herrin des Hauses. Diese fühlt sich zu dem sympathischen jungenhaften Freund der Familie hingezogen, doch entscheidet sie sich letztlich für die Treue zu ihrem Mann. Der Fremde muss wieder gehen; die Familie bleibt intakt.

## Kritik
Der Evangelische Film-Beobachter fasst seine Kritik so zusammen: „Eine literarisierende und reichlich gefühlige Geschichte ohne Realitätsbezogenheit, stilistisch aber aus einem Guss.“ Der Filmdienst resümiert, bei dem Werk handle es sich um eine „psychologisch differenziert gestaltete Dreiecksgeschichte“, die „hervorragend inszeniert“ sei.